# ناحية شين
ناحية شين إحدى نواحي سوريا تتبع إداريّاً لمحافظة حمص منطقة حمص ومركزها بلدة شين، ترتفع عن سطح البحر حوالي 850 متر وتتميز بشتائها البارد الممطر والمثلج ( معدل أمطار حوالي 1265 مم ولا يقل عن 1000 مم )، والمعتدل صيفاً ( معدل درجة الحرارة نهاراً بالصيف 27 درجة ) ، بلغ تعداد سكان الناحية 27,951 نسمة حسب التعداد السكاني لعام 2004.

## بلدات وقرى ناحية شين
بحور، بتيسة الجرد، ديابية (ذهبية)، حاصور، حدية، جبلايا، جب البستان، الجويخات، جويخة، المحفورة، مرانة، متعارض، عيون الوادي، صفصافة، شين، صفر، (صقور أبو وردة)، طويز الجنوبية، صويري، زعفرانة غربية، سنديانة شرقية، عين الفوار، قيقانية.